# Lena Friblick
Ingrid Lena Mari Friblick, född Helmersson 2 november 1974 i Växjö, är en svensk journalist och social entreprenör verksam med bas i Malmö. Hon är grundare och VD för det sociala företaget Xenofilia och Stiftelsen Botildenborg. Hon är sedan 2001 gift med Fredrik Friblick.
Lena Friblick har avlagt magisterexamen i statsvetenskap vid Lunds universitet, med inriktning utrikespolitik och religionskunskap med fokus på Mellanöstern och islam.
Hon har arbetat på Sveriges Radio och TV4 bland annat som programledare för de lokala nyheterna samt Nyheterna och Nyhetsmorgon. Sedan 2008 driver Friblick företaget Xenofilia och grundade 2015 Stiftelsen Botildenborg. Genom de båda organisationerna utvecklas platsen Botildenborg i Rosengård, vars mål är att bli Europas ledande plats för hållbarhet. Friblick ligger bakom innovationer och verksamheter såsom Kryddor från Rosengård, Stadsbruk, Växtplats Rosengård och Minnenas arv. Hon har skrivit böcker, gjort dokumentärer och producerat utställningar. Stiftelsen Botildenborg delar årligen ut ett stipendium, 2016 till Benaz Mohammed och 2017 till Anton Daag.
2018 utsågs Friblick till en av världens 50 mest inflytelserika innovatörer av organisationen World CSR Day. 2017 blev Lena Friblick vald till Årets Förebild av Diversity Index.

### 2017
- Musik bakom galler - Utställning Malmö museer

### 2016
- Stadsbruk – urban odling och recept från de bästa krogarna

### 2015
- Minnenas arv – utställning Malmö museer
- Minnenas arv - berättelser om Förintelsen och dess konsekvenser
- Barnen af Botildenborg – dokumentär för SVT

### 2012
- Kryddor från Rosengård sötsaker

### 2011
- Arvet – dokumentär om Sven-Harry Karlsson för TV4
- Dagen då döden kom – och livet som följde därefter

### 2010
- Kryddor från Rosengård – TV-serie för TV4
- Kryddor från Rosengård

### 2008
- Från Pompeji till Hässleholm – dokumentär för TV4